# Camerobunus okucola
Genre
Espèce
Camerobunus okucola, unique représentant du genre Camerobunus, est une espèce d'opilions eupnois de la famille des Phalangiidae.

## Distribution
Cette espèce est endémique du Nord-Ouest du Cameroun. Elle se rencontre sur le mont Oku.

## Description
Le mâle holotype mesure 3,1 mm et la femelle paratype 4,5 mm.

## Publication originale
- Staręga & Snegovaya, 2008 : « A new harvestman from Cameroon (Arachnida: Opiliones: Phalangiidae). » Polish Journal of Entomology, vol. 77, no 4, p. 321–327 (texte intégral).